# Sous-marin de tourisme
 (mars 2023).
Si vous disposez d'ouvrages ou d'articles de référence ou si vous connaissez des sites web de qualité traitant du thème abordé ici, merci de compléter l'article en donnant les références utiles à sa vérifiabilité et en les liant à la section « Notes et références ».

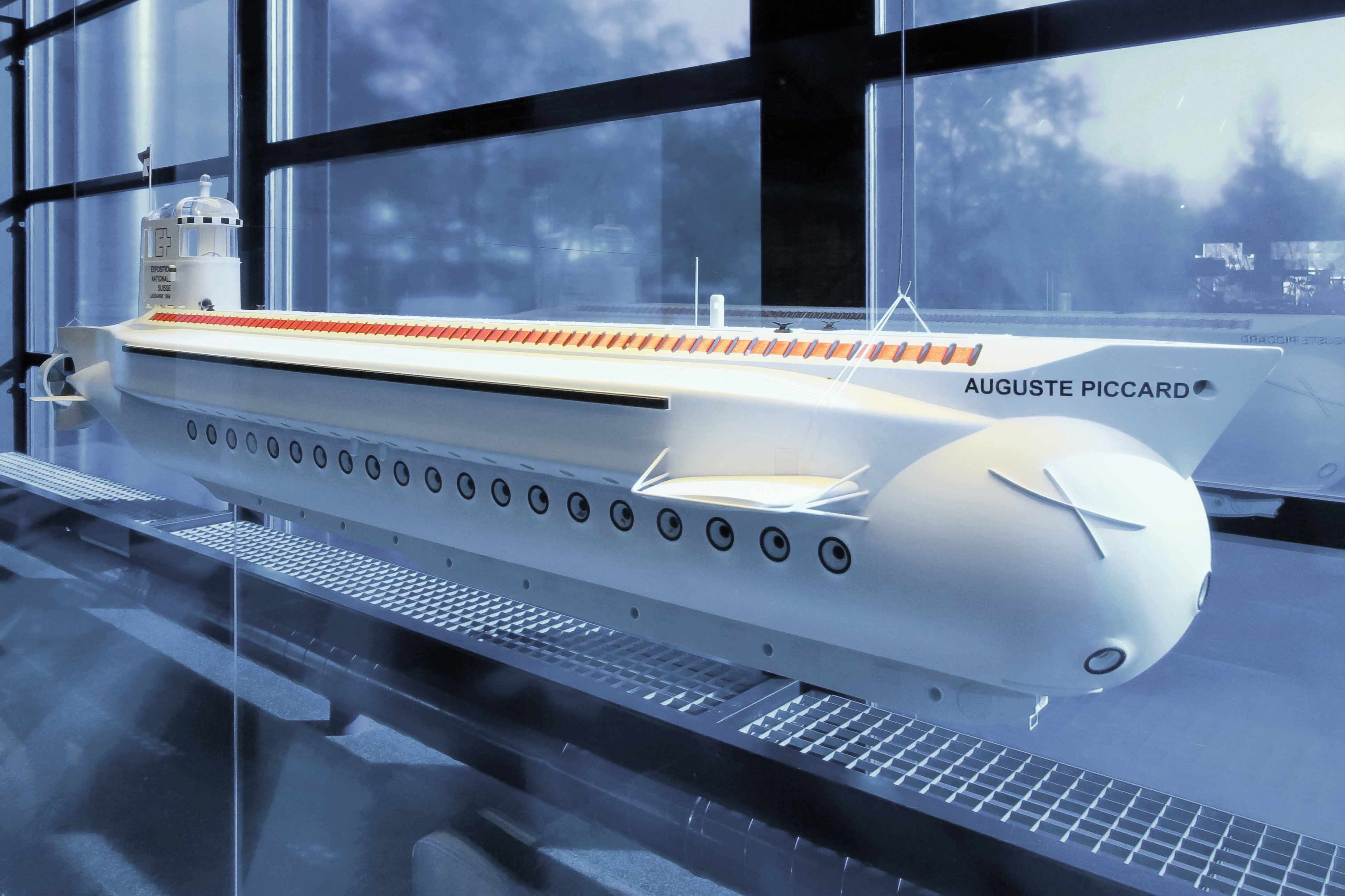
Maquette du Mésoscaphe Auguste Piccard montrant sa rangée de hublots.

Un sous-marin de tourisme, ou touristique, est un sous-marin, généralement de dimension modeste, dont la fonction est d'effectuer des plongées dans un but touristique. Ce type d'embarcation permet de découvrir les fonds sous-marins sans pratiquer la plongée sous-marine.

## Histoire

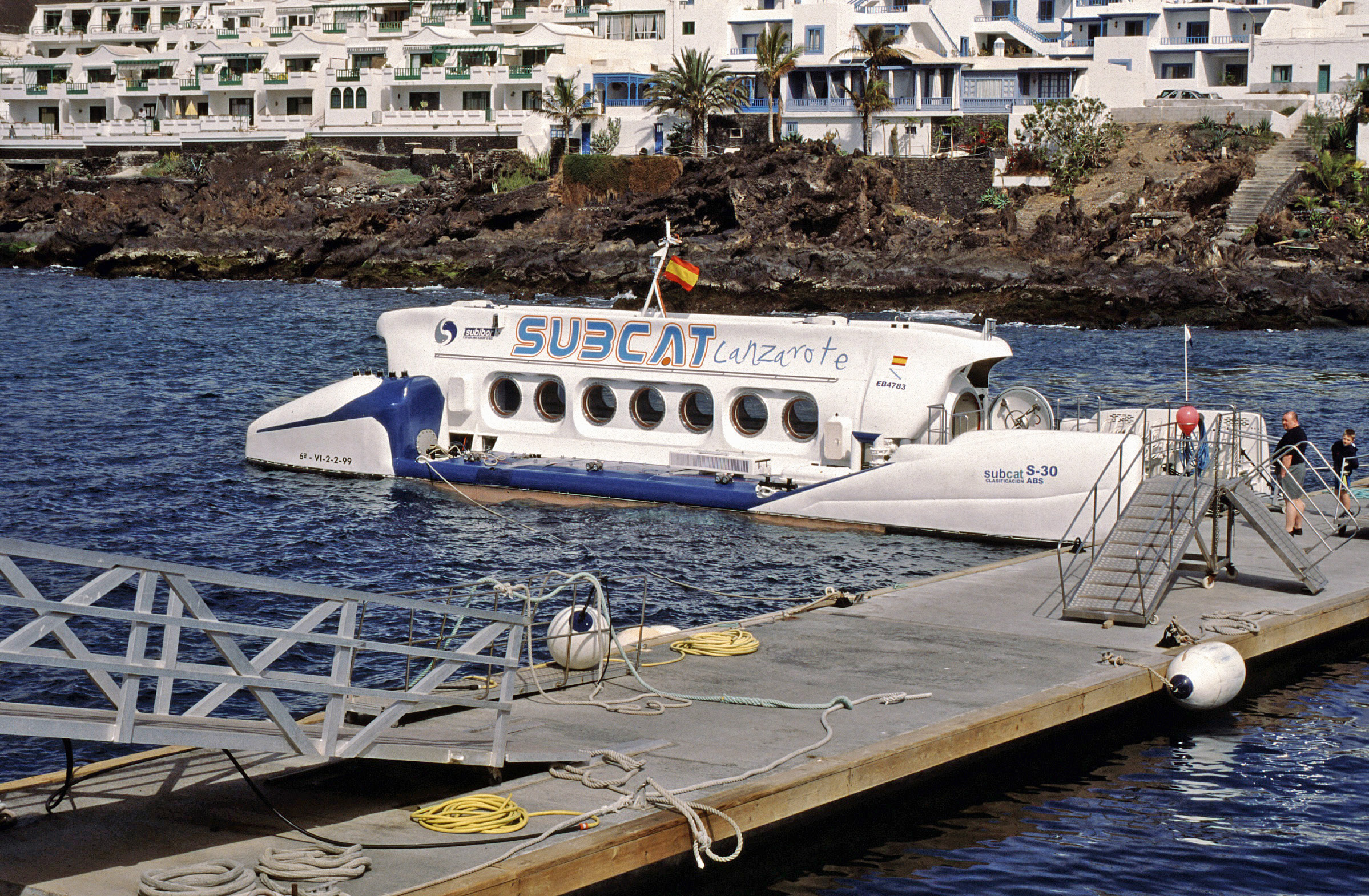
Le SubCat à Puerto del Carmen (îles Canaries) en 2002.
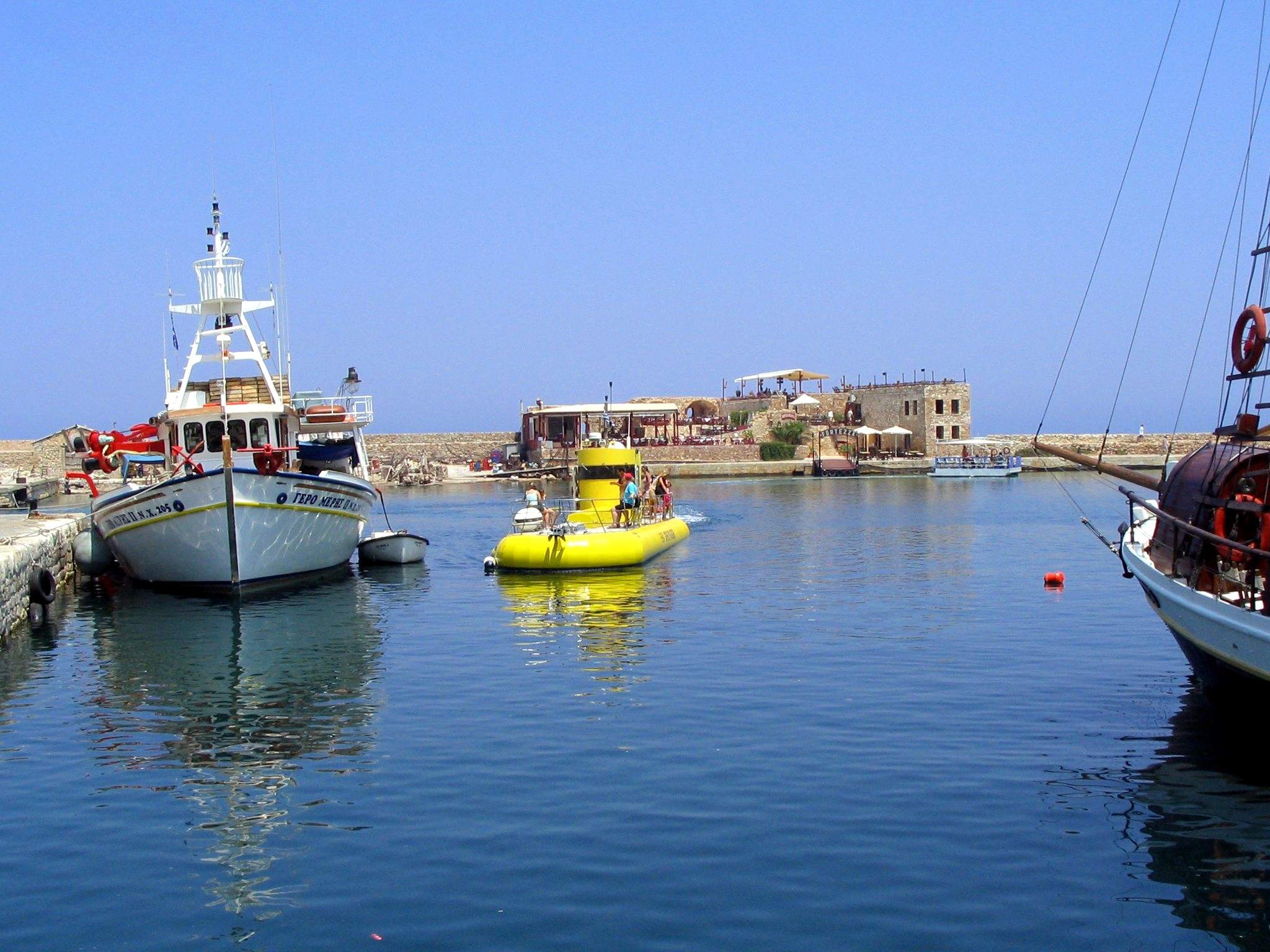
Un sous-marin touristique dans le port de La Canée (Crète) en 2006.
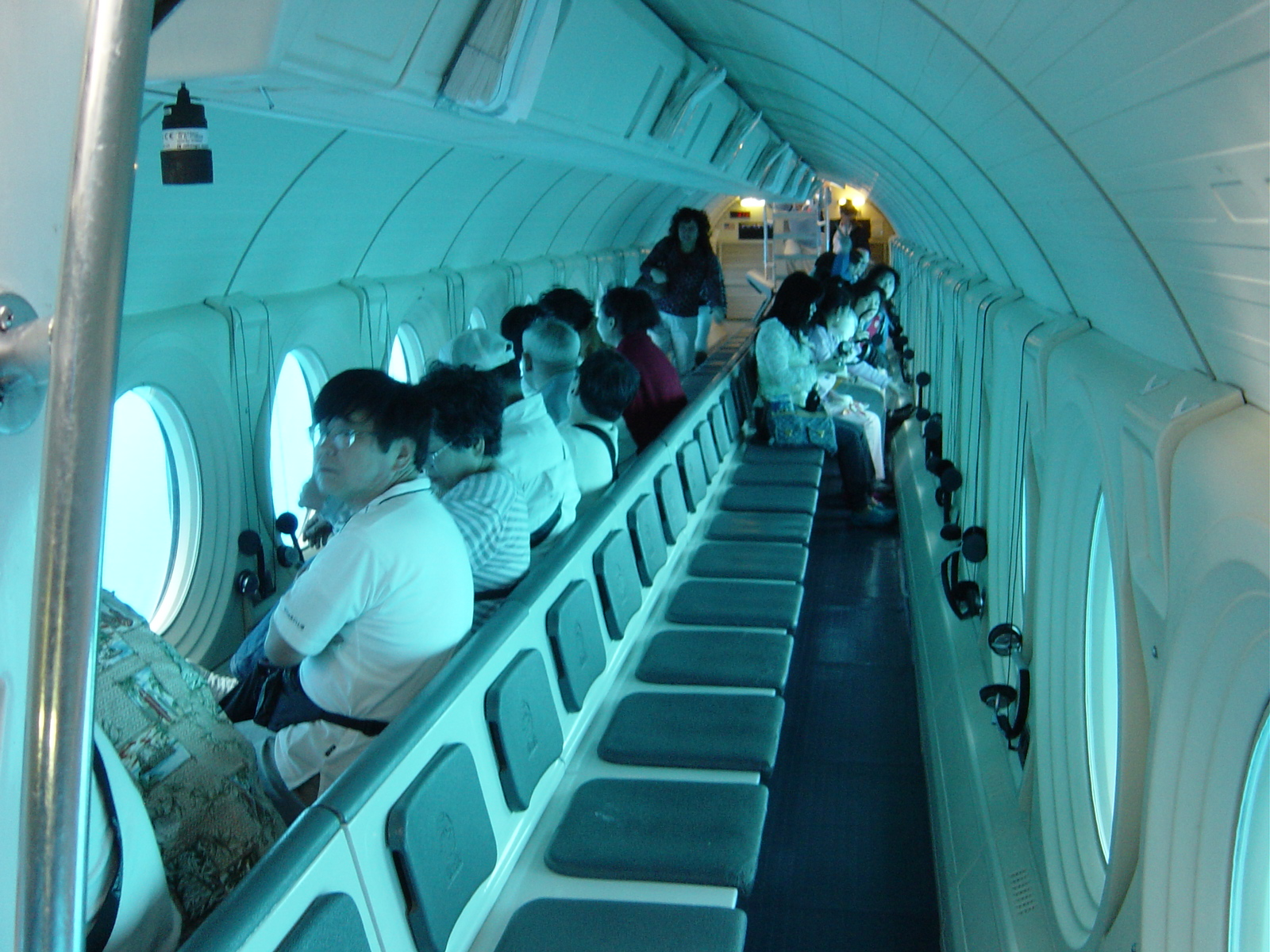
Intérieur d'un Atlantis de la société Atlantis submarines en 2008.